# تامارا سافونوا
تامارا سافونوا (روسی: Тамара Степановна Федосова-Погожева-Сафонова؛ زادهٔ ۲۴ ژوئن ۱۹۴۶) ورزشکار شیرجه اهل اتحاد جماهیر شوروی سوسیالیستی است.
وی در مسابقات کشوری و بین‌المللی در مجموع برندهٔ ۱ مدال طلا، ۱ مدال نقره، ۳ مدال برنز شده‌است.